# Salvador Sebastiá López
Salvador Sebastiá López (Burriana, (Castellón), 1972) is een Spaans componist, muziekpedagoog, dirigent en klarinettist.

## Levensloop
Sebastiá López studeerde aan het Conservatorio Superior de Música "Joaquin Rodrigo" in Valencia in het hoofdvak klarinet, maar ook kamermuziek, piano, solfège, muziektheorie, begeleiding, harmonieleer, contrapunt, fuga, compositie, instrumentatie en koor- en orkestdirectie. Een van zijn belangrijke leraren was José Collado. Met een studiebeurs van het Institut Valencià d'Art Modern (IVAM) was hij in 2000 en 2001 bij meesterklassen voor operadirectie en orkestdirectie van Gianluigi Gehnetti aan de Accademia Chigiana de Siena in Siena. 
Zijn compositie Preludi per un aniversari werd in 2002 op het Certamen de Bandas de la Diputación de Castellón verplicht gesteld in de Primera sección. 
Van 1988 tot 1997 was hij in zijn geboortestad dirigent van de Banda Sociedad Filarmónica Burrianense en won met dit harmonieorkest in 1988 een 1e prijs tijdens het Certamen Provincial de la Diputación de Castellón en eveneens in Altea in 1988. Van 1997 tot 2000 was hij dirigent van het Jove Orquestra de Castelló en van het Orquestra Plana Baixa. Hij was gastdirigent van de Banda Municipal de Castelló en van het West Bohemian Symphony Orchestra Tsjechië en de Filarmonicii de Stat “Ion Dumitrescu” Râmnicu Vâlcea in Roemenië. In de sessie 2002/2003 was hij gastdirigent van het Orchestra della Magna Grecia in Taranto, Italië en het Orquesta Clásica de México.
Vanaf maart 2001 is hij dirigent van de Banda Sinfónica de la Sociedad Musical Instructiva "Santa Cecilia" in Cullera, waarmee hij in 2002 en 2004 een 1e prijs tijdens het jaarlijkse Certamen Internacional de Bandas de Musica Ciudad de Valencia in de Sección de Honor (hoogste afdeling) behaalde.
Hij is Professor aan het Conservatorio Superior de Música "Salvador Seguí" de Castellón in Castellón de la Plana.
Als componist schrijft hij vooral voor band (harmonieorkest).

## Composities

### Werken voor harmonieorkest
- 2000 Preludi per un aniversari (verplicht werk in de I sección op het Certamen de Bandas de la Diputación de Castellón in 2002)
- 2006 La Leyenda de la Malinche
  1. La ruta de Hernán Cortés
  2. La leyenda de la Malinche
  3. Canción de amor
  4. La conquista de México-Tecnochtitlan